# Katarzyna Nowakowska
Katarzyna Zdzisława Nowakowska z domu Rzeźnicka (28 listopada 1991 w Piotrkowie Trybunalskim) – polska polityk i analityk, od 2024 podsekretarz stanu w Ministerstwie Rodziny, Pracy i Polityki Społecznej.

## Życiorys
Córka Piotra i Kariny. Pochodzi z Piotrkowa Trybunalskiego. Ukończyła I L.O. im. Bolesława Chrobrego w Piotrkowie Trybunalskim oraz studia z matematyki stosowanej (specjalność matematyka w zarządzaniu i matematyka w informatyce) na Akademii Górniczo-Hutniczej. W 2015 zatrudniona jako analityk biznesowy. Działała w organizacjach społecznych na rzecz osób starszych. Została instruktorem Związku Harcerstwa Polskiego, w strukturach ZHP pełniła funkcję wiceszefa hufca ds. finansowych i szefa komisji rewizyjnej.
Zaangażowała się w działalność polityczną w ramach Polski 2050, została jej liderką w powiecie piotrkowskim i okręgu piotrkowskim. Kandydowała do Sejmu w wyborach parlamentarnych w 2023 z ramienia Trzeciej Drogi. 19 stycznia 2024 została powołana na stanowisko podsekretarza stanu w Ministerstwie Rodziny, Pracy i Polityki Społecznej.
Ma troje dzieci.